# Leopold Wurm
Leopold Wurm (* 21. März 2006 in Regensburg) ist ein deutscher Fußballspieler.

## Karriere

### Verein
Wurm begann in der Jugendabteilung des Regensburger Vereins TSV Oberisling mit dem Fußballspielen. 2014 wechselte er in die U9 des SSV Jahn Regensburg und durchlief dort alle Jugendmannschaften. Unter anderem schaffte er 2021 mit der U17 den Aufstieg in die Junioren-Bundesliga. Im Sommer 2023 nahm er schließlich in der Vorbereitung auf die neue Drittliga-Saison 2023/24 auch am Trainingsbetrieb der Profimannschaft teil. Im Laufe der Saison stand er mehrmals im Kader und gab sein Pflichtspieldebüt für die Jahnelf im Totopokal. Zudem absolvierte er bei der U21 in der Bayernliga weitere Pflichtspiele im Herrenbereich. Im September unterschrieb der damals 17-Jährige seinen ersten Profivertrag für den SSV Jahn. Im September 2024 gab er sein Debüt in der 2. Bundesliga.

### Nationalmannschaft
Leopold Wurm wurde auf Lehrgänge der deutschen U17-Nationalmannschaft eingeladen und debütierte 2023 für die U18-Nationalmannschaft unter Hanno Balitsch. 
Auch für die U19-Nationalmannschaft wurde er nominiert. Mit dieser nahm er an der U-19-Europameisterschaft 2025 teil und erreichte mit seinem Team das Halbfinale.